# Овервег, Адольф
Адольф Овервег или Офервег (нем. Adolf Overweg; 24 июля 1822, Гамбург — 27 сентября 1852, Мадуари Чад) — немецкий астроном, геолог, путешественник, исследователь.

## Биография
В 1849 году британское правительство поручило «Африканскому обществу содействия открытию внутренних областей Африки» организовать экспедицию через пустыню Сахара в район озера Чад для разведки древних караванных путей и установления торговых отношений со странами Судана. Руководителем «Объединенной научно-коммерческой экспедиции» был назначен опытный английский путешественник Джеймс Ричардсон. В состав экспедиции вошли два немецких ученых — Генрих Барт и Адольф Овервег.
В декабре 1849 г. немецкие участники экспедиции прибыли в Тунис, затем добрались до порта Триполи, где присоединились к Ричардсону и 23 марта 1850 г. отправились на юг. Еще по пути из Триполи в Мурзук путешественники решили двигаться по почти безжизненной каменистой пустыне Хамада-эль-Хамра. После короткого отдыха в Мурзуке 13 июня 1850 г. члены экспедиции направились на запад и достигли одного из центров транссахарской торговли ливийского города Гат у восточных склонов плато Тассилин-Адджер.
Оттуда путешественники повернули южнее и в октябре 1850 достигли плато Аира к югу от района Агадес.
Продолжая двигаться на юг к границам средневекового африканского государства Борну в Сахарской зоне Сахель, лежавшего на стыке современных территорий Нигерии, Нигера и Чада, Ричардсон принял решение достичь города Кукава (Куки), бывшей столицы Борну, но 4 марта 1851 г. внезапно умер от тропической малярии.
Заменивший его Адольф Овервег выбрал маршрут движения экспедиции из Зиндера на восток и 5 мая 1851 года они добрались до Кукавы.
А. Овервег — первым из европейцев посетил языческие страны Гобер и Мариади, объехал озеро Чад (1851) на лодке, которую для этого взял из Триполи.
Совершив с Бартом путешествие в Канем-Борно и центрально-чадскую местность Мусгу, он один отправился из Кукава (Куки) в Фику и исследовал Комадугу-Йобе, реку, впадающую с западной стороны в озеро Чад, от Ио до Дучи.
Умер в Мадуари, у западной части озера Чад.
Во время экспедиции внутрь Африки, Адольф Овервег производил определения широт, делал метеорологические и геологические наблюдения, измерял высоту местности, благодаря чему выяснилось, что Сахара — не низменная равнина, как думали раньше, а довольно высокое плоскогорье.